# Erich Löwenhardt
Erich Löwenhardt (ur. 7 kwietnia 1897 we Wrocławiu, zm. 10 sierpnia 1918 w okolicach Chaulnes, w Pikardii) – niemiecki pilot myśliwski, jeden z największych asów myśliwskich okresu I wojny światowej. Autor 54 zwycięstw powietrznych. Należał do elitarnego grona Balloon Buster.

## Życiorys
Erich Löewenhardt przyszedł na świat 7 kwietnia 1897 we Wrocławiu na Dolnym Śląsku jako syn lekarza. Karierę wojskową rozpoczął w Szkole Kadetów w Lichterfelde, a następnie w 141 Pułku Piechoty, z którym po wybuchu I wojny światowej został przeniesiony na front wschodni. W październiku 1914 został awansowany do stopnia podporucznika. Końcem roku został ciężko ranny i do stycznia 1915 przechodził rekonwalescencję w szpitalu. Po powrocie na front na wiosnę 1915 roku brał udział w kilku udanych ofensywach niemieckich przeciwko wojskom rosyjskim w Karpatach, gdzie wsławił się ratując przed śmiercią pięciu rannych towarzyszy. Następnie na krótko został przydzielony do górskiego Korpusu Alpejskiego na froncie włoskim.
W październiku 1915 Löewenhardta na własne życzenie przeniesiono do wojsk lotniczych. Po przeszkoleniu rozpoczął służbę jako obserwator lotniczy i przez cały 1916 rok zdobywał niezbędne doświadczenie walki powietrznej. Ukończył szkołę pilotów, a po zdaniu egzaminów
w marcu 1917 trafił do jednostki Jasta 10.
W sierpniu 1917 roku zestrzeliwując nieprzyjacielski dwumiejscowy samolot R.E.8 osiągnął swój 5 sukces powietrzny, zostając tym samym jednym z najmłodszych asów myśliwskich. 9 września 1917 w czasie samotnego lotu udało mu się zniszczyć balon obserwacyjny wroga. Odtąd polowanie na balony stało się ulubionym zajęciem Ericha Löwenhardta – do tego stopnia, że zyskał on przydomek „pogromcy balonów”.
3 maja 1918 Erich Löwenhardt po śmierci Hansa Weissa – dowódcy Jasta 10, został jego następcą. Niedługo potem miał możliwość przetestować nowy model trójpłatowca Fokkera w wersji D VII i pomimo awersji do tego typu samolotów, gdyż wolał latać dwupłatowymi Albatrosami, maszyna ta przypadła mu do gustu. Końcem maja 1918 osiągnął swoje 25 zwycięstwo powietrzne. W uznaniu zasług w walce z nieprzyjacielem odznaczono go najwyższym pruskim orderem Pour le Mérite, który dotarł do niego pocztą 1 czerwca.
Od połowy czerwca 1918 roku do początku lipca zestrzelił kolejnych dziesięć maszyn nieprzyjaciela, za co otrzymał awans na porucznika. Czerwiec i lipiec 1918 obfitujące w walki to najlepszy okres w jego karierze myśliwskiej. 25 lipca Erich Löwenhardt odniósł 44 zwycięstwo w powietrzu, a z końcem miesiąca miał ich już 47.
8 sierpnia 1918 Löwenhardt odniósł spektakularne potrójne zwycięstwo, zestrzeliwując trzy nieprzyjacielskie samoloty, a dzień później strącił z nieba kolejne dwie wrogie maszyny. Tym samym osiągnął liczbę 54 zwycięstw powietrznych. Zginął podczas lotu bojowego 10 sierpnia 1918. Eskadra niemiecka zaatakowała samotnego Sopwith Camela i w ferworze walki jeden z mniej doświadczonych pilotów eskadry, Alfred Wenzl zderzył się swoim Fokkerem D.VII z samolotem Löewenhardta. Oboje pilotów zdąrzyło wyskoczyć z samolotu jednak spadochron Loewenhardta nie otworzył się, As spadł niedaleko Chaulnes, gdzie toczyły się walki. Jego ciało odnaleziono dopiero po tygodniu. Ciało nieco później odesłano do rodzinnego domu we Wrocławiu, gdzie pochowano je z honorami. Przeżył zaledwie 21 lat. Alfred Wenzl został oczyszczony z zarzutu doprowadzenia do kolizji przez Lothara von Richthofena.
Swoje zwycięstwa powietrzne odnosił na samolotach Albatros D.III, Albatros D.V, Fokker D.VII. Znana jest jego przyjaźń z Lotharem von Richthofenem, z którym często latał na zadania bojowe.

## Odznaczenia
- Pour le Mérite – 31 maja 1918
- Krzyż Żelazny I Klasy
- Krzyż Żelazny II Klasy